# Valerian Ioan
Valerian Ioan (18 maggio 1951 – 20 aprile 2019) è stato un allenatore di pallacanestro rumeno.

## Carriera
Ha guidato la Romania ai Campionati europei del 2005.